# Columbus (Kentucky)
Columbus – miasto w Stanach Zjednoczonych, w stanie Kentucky, w hrabstwie Hickman.